# 圣乔治迪布瓦
圣乔治迪布瓦（法語：Saint-Georges-du-Bois，法語發音：[sɛ̃ ʒɔʁʒ dy bwa] ⓘ）是法国萨尔特省的一个市镇，属于勒芒区。

## 地理
圣乔治迪布瓦（47°58'23"N, 0°6'0"E）面积7.23 平方千米，位于法国卢瓦尔河地区大区萨尔特省，该省份为法国西北部内陆省份，北起顺时针与奥恩省、厄尔-卢瓦省、卢瓦-谢尔省、安德尔-卢瓦尔省、曼恩-卢瓦尔省和马耶讷省接壤，是法国大西部的入口，连接卢瓦尔河谷、布列塔尼和巴黎盆地。
与圣乔治迪布瓦接壤的市镇（或旧市镇、城区）包括：普吕耶勒谢蒂夫、阿洛讷、埃蒂瓦勒莱勒芒。

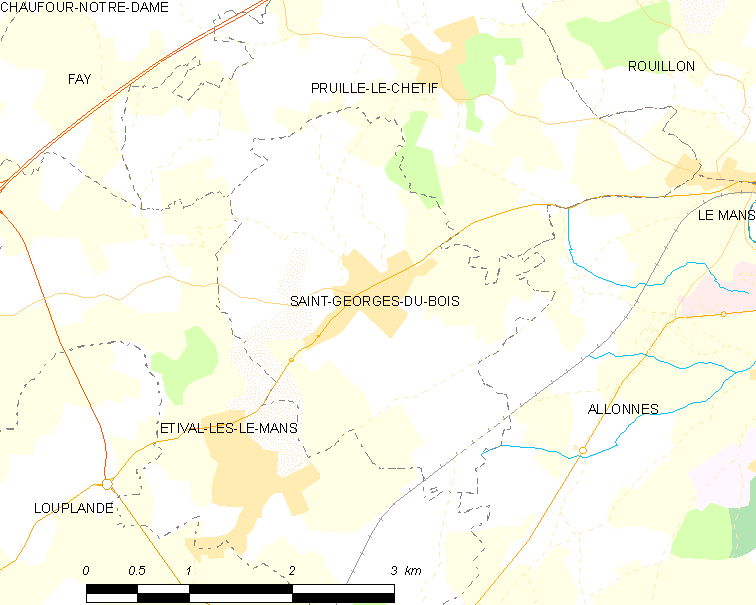
圣乔治迪布瓦的OSM定位图

圣乔治迪布瓦的时区为UTC+01:00、UTC+02:00（夏令时）。

## 行政
圣乔治迪布瓦的邮政编码为72700，INSEE市镇编码为72280。

## 政治
圣乔治迪布瓦所属的省级选区为勒芒第七县。

## 人口

1962-2008年间圣乔治迪布瓦人口变化图示

圣乔治迪布瓦于2022年1月1日时的人口数量为2228人。